# Acer buergerianum
Acer buergerianum (Chinees: 三角枫, san jiao feng), ook wel drietandesdoorn genoemd, is een loofboom uit de zeepboomfamilie (Sapindaceae). De soort is inheems in Oost-China.

## Beschrijving
Acer buergerianum is een kleine tot middelgrote bladverliezende loofboom. Hij bereikt een hoogte van vijf tot twintig meter. De stam bereikt een diameter van vijftig centimeter.
De relatief stijve bladeren zijn tegenoverstaand gerangschikt. De bladsteel is twee tot vijf centimeter lang en de bladschijf 2,5 tot 8 centimeter lang en 3,5 tot 6,5 centimeter breed. Aan de bovenzijde zijn ze glanzend donkergroen; de onderzijde is lichter gekleurd. Elk blad heeft gewoonlijk drie lobben. Bij jonge bomen hebben de bladeren gezaagde randen en wijzen de lobben in verschillende richtingen. Wanneer de boom volwassen is, zijn de randen glad en wijzen de lobben meestal naar voren. Soms ontbreken de lobben bij enkele bladeren.
In de lente bloeit Acer buergerianum met kleine geelgroene bloemen in hangende tuilen. Elke bloem heeft vijf groene kelkbladeren, vijf geelwitte kroonbladeren van ongeveer twee millimeter lang en acht meeldraden.
De vrucht is een eenzadige samara (een met een vleugel). Elk zaad heeft een diameter van 4 tot 7 millimeter en een vleugel van ongeveer 15 millimeter lang. De vruchten hangen paarsgewijs aan een steel.

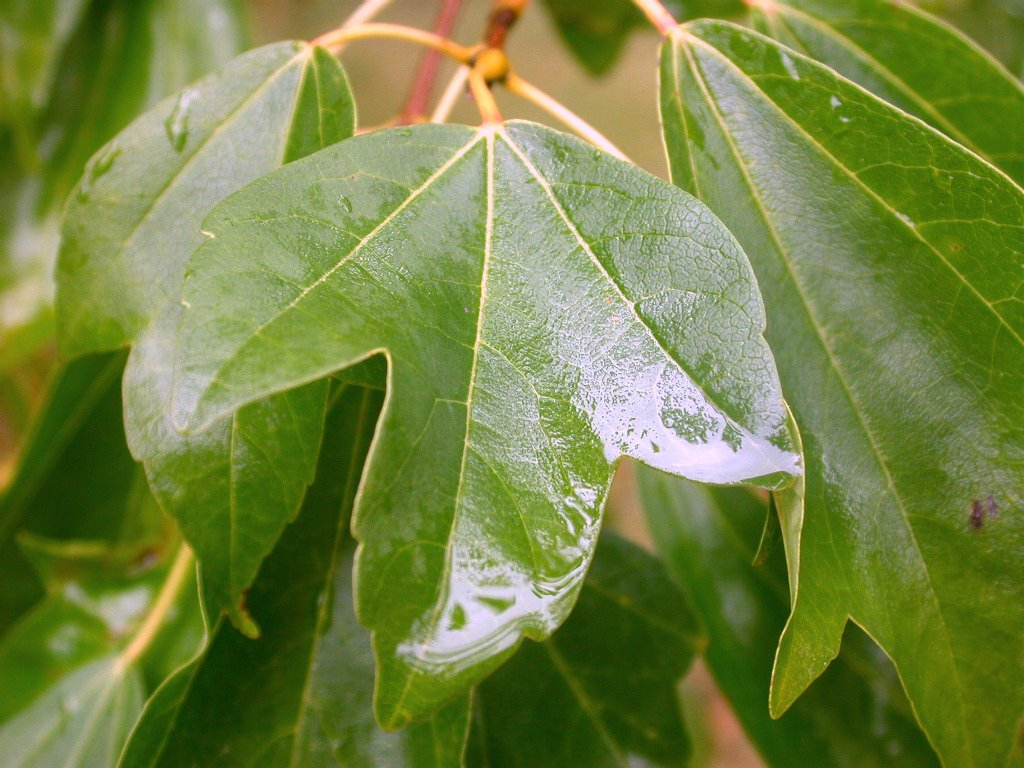
Jong blad
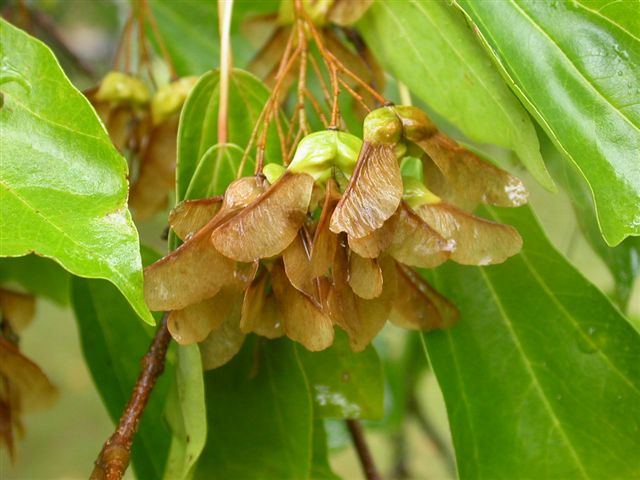
Zaden
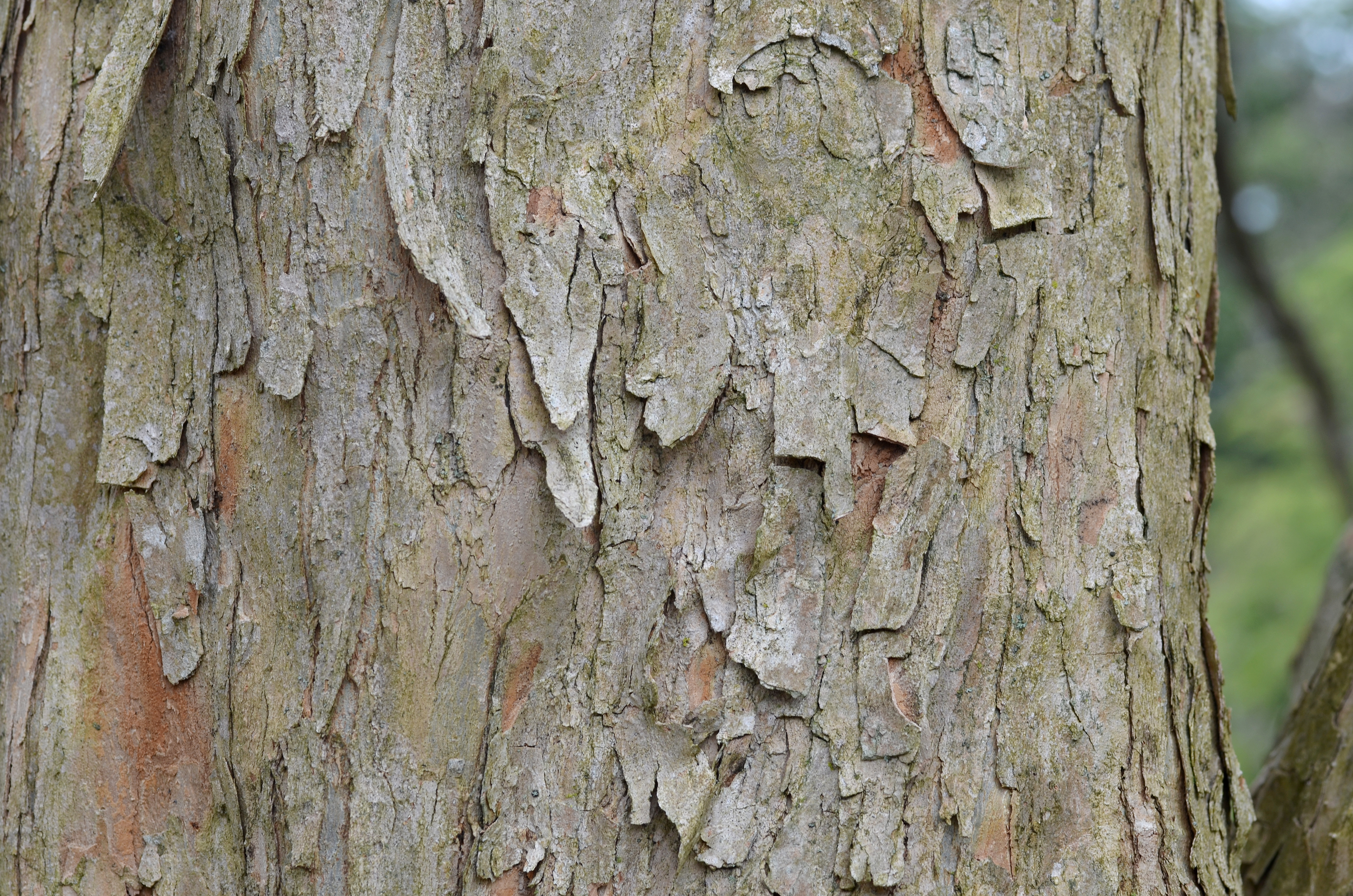
Bast

## Verspreiding
Acer buergerianum is inheems in Oost-China, van Shandong aan de oostkust tot Gansu in het westen, Sichuan in het zuidwesten en Guangdong. Het is een variabele soort en kent meerdere geografische variëteiten:
- Acer buergerianum var. buergerianum in Hubei, Hunan, Jiangsu, Jiangxi, Shandong, Zhejiang
- Acer buergerianum var. jiujiangense Z.X.Yu in Jiangxi
- Acer buergerianum var. horizontale F.P.Metcalf in het zuiden van Zhejiang
- Acer buergerianum var. formosanum (Hayata ex Koidzumi) Sasaki, endemisch in Taiwan
- Acer buergerianum var. kaiscianense (Pampanini) W.P.Fang in Gansu, Hubei, Shaanxi
- Acer buergerianum var. yentangense W.P.Fang & M.Y.Fang in Zhejiang

Acer buergerianum is reeds lang geleden geïntroduceerd in Japan. Hij is vrij recent ingevoerd in Europa en in 1896 in Noord-Amerika.

## Gebruik

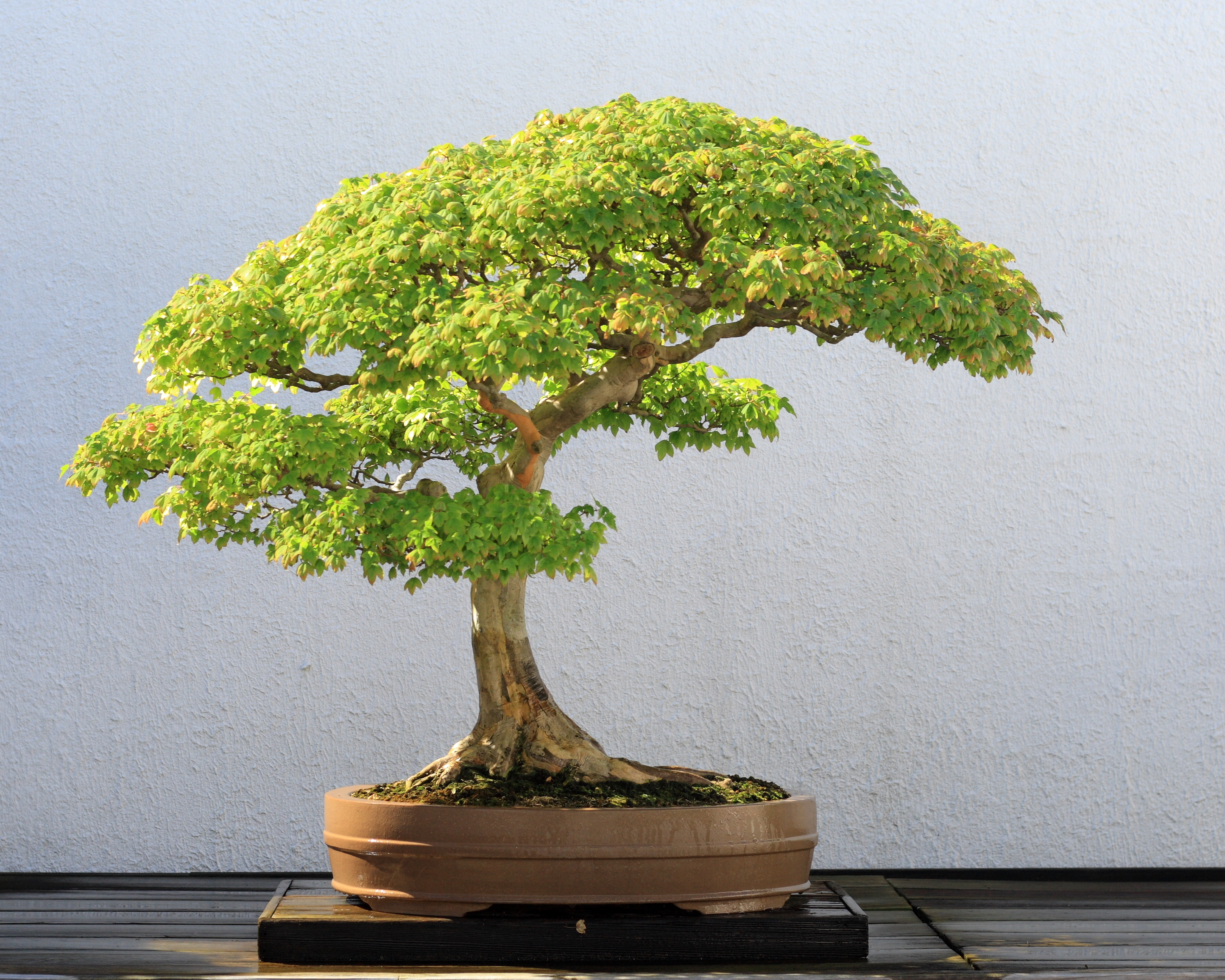
Bonsai in de Moyogi-stijl (informeel opgaande stijl)

In streken met een gematigd klimaat wordt Acer buergerianum toegepast als sierboom in parken en tuinen. Daar de boom relatief kleine bladeren heeft en veel snoei verdraagt, wordt hij veelvuldig toegepast in de Oost-Aziatische tradities van miniatuurpotbomen, zoals penjing en bonsai.
En zijn veel cultivars ontwikkeld, met name in Japan. Noemenswaardige vormen zijn onder andere 'Goshiki Kaede' met roze en groene bladeren, 'Kifu Nishiki' met ronde, vrijwel niet-gelobde bladeren, de dwergvorm 'Mino Yatsubusa' met lange, smalle bladeren, 'Mitsubato Kaede' met een kurkachtige stam en 'Naruto' met diep ingesneden bladeren.
... · 
A. buergerianum (drietandesdoorn) · 
A. campestre (Spaanse aak) · 
A. capillipes (slangenesdoorn) · 
A. cappadocicum (Colchische esdoorn) · 
A. caudatum · 
A. ginnala (amoeresdoorn) · 
Acer griseum · 
A. japonicum · 
A. monspessulanum (montpelieresdoorn) · 
A. mono · 
A. negundo (vederesdoorn) · 
A. palmatum (Japanse esdoorn) · 
A. platanoides (Noorse esdoorn) · 
A. pseudoplatanus (gewone esdoorn) · 
A. rubrum (rode esdoorn) · 
A. saccharinum (witte esdoorn) · 
A. saccharum (suikeresdoorn) · 
A. tegmentosum · 
...